# Jarl Sichfrith
Sichfrith (nórdico antiguo: Sigurðr o Sigfrøðr jarl) (m. 899) fue un caudillo vikingo soberano de Jórvik y el reino de Northumbria (que se diferenciaba en aquel momento del reino vikingo de York) que gobernó como jarl durante un breve periodo de tiempo el reino de Dublín en (893–894), durante el reinado de Sigtrygg Ivarsson (Sictric I). No existe mucha información sobre la oscura figura del jarl Sichfrith, es posible que fuera uno de los numerosos vikingos aspirantes al trono de Dublín en un periodo muy convulso de Irlanda y Gran Bretaña. Algunos historiadores lo identifican como uno de los reyes de Jórvik entre 895–899, o bien un comandante vikingo que condujo una flota desde Northumbria contra el anglosajón reino de Wessex en 893 o quizás los tres fueran la misma persona.
Sigfrith era originario de Northumbria y poseía una flota de cuarenta naves para sus expediciones e incursiones en las costas del reino de Wessex y Devon que defendía Alfredo el Grande. En 893 penetró en las aguas del mar de Irlanda y se atreve a atacar las posesiones de los poderosos vikingos hiberno-nórdicos de la dinastía Uí Ímair y expulsa a Sigtrygg Ivarsson. Al año siguiente abandona Irlanda para regresar a Northumbria.
Los Anales de Ulster cita textualmente:
«los extranjeros de Áth Cliath [Dublín] se han dividido, una facción siguen al hijo de Ímar [Sitric I] y la otra siguen al Jarl».
Es muy probable que Sictric I fuese derrocado y partiera al exilio durante un año, ya que luego aparece de nuevo como monarca de Dublín durante dos años, pero es una conjetura. También es probable que ambas facciones abandonasen Dublín ya que los Anales de Inisfallen también menciona:
«los paganos marcharon de Irlanda este año [893]».
James Todd en Cogad Gáedel re Gallaib también menciona que Sitric hijo de Ímar y su gente marcharon a Escocia hacia el año 892. De todas formas no está claro si el jarl Sichfrith y Sictric I fueron expulsados a la fuerza o bien tomaron esa decisión por su cuenta según circunstancias.
Tras la muerte de Guthred de Jórvik en 895 Sichfrith es elegido rey por los vikingos locales que estaban sin duda cansados de un período de paz y sumisión a la iglesia impuesta por el anterior monarca.
Muere en 899 por causas naturales e inmediatamente le sucede Knútr quien, posiblemente, gobernó en diarquía con Sichfrith e intenta imponerse a los anglosajones de Æthelwald de Wessex.